# Angelo Orlando
Angelo Orlando (Salerno, 6 dicembre 1962) è uno sceneggiatore, regista e attore italiano.

## Biografia
I suoi inizi sono come comico nei cabaret di Roma. Notato da Enzo Trapani nel locale di Marcello Casco, l'Alfellini, debutta nel varietà televisivo nella trasmissione Proffimamente non stop. 
Per un certo periodo, alterna il varietà televisivo con il teatro. Renzo Arbore lo vuole nel cast di comici di D.O.C. : Musica e altro a denominazione d'origine controllata trasmissione in onda nel 1987.
È in teatro che Federico Fellini lo nota e gli offre il ruolo di Nestore, nel suo ultimo film La voce della luna. Da lì, seguono altri film con Nanni Loy, Maurizio Nichetti, Mario Monicelli, Enzo Decaro e altri registi tra cui Massimo Troisi (che gli frutta il premio David di Donatello per il miglior attore non protagonista per il film Pensavo fosse amore... invece era un calesse).
Debutta come regista al cinema nel 1994 con L'anno prossimo vado a letto alle dieci, film ispirato ad alcuni fumetti di Andrea Pazienza. Nel 1999 firma la sceneggiatura di Tobia al caffè di Gianfranco Mingozzi e collabora alla stesura di Ormai è fatta! di Enzo Monteleone. Scrive e dirige nel 1998 il suo secondo film Barbara, da cui trae una versione teatrale nel 2002, rappresentata al teatro Ambra Jovinelli di Roma.
A metà degli anni novanta stringe una collaborazione con alcuni attori emergenti romani, tra cui Valerio Mastandrea e Marco Giallini, con cui porta in scena alcuni lavori teatrali scritti e diretti da lui, tra i quali Messico e nuvole, andato in scena per la prima volta al teatro dei Satiri. Altre opere a teatro di quegli anni sono Cafè, Domani notte a mezzanotte qui, Deliri metropolitani e Casamatta vendesi, da cui è tratta la sceneggiatura vincitrice del Premio Solinas per la miglior commedia 2005.
Esordisce in narrativa nei primi anni del 2000 con il libro Quasi quattordici. Per le Edizioni Piemme pubblica la raccolta di poesie Per l'amore bisogna averci la passione.
Ritorna in tv nel 2003 grazie agli inviti di Maurizio Costanzo che lo ospita diverse volte nel salotto televisivo del Maurizio Costanzo Show.
Ad agosto 2005 termina le riprese del suo terzo film, Sfiorarsi, frutto della collaborazione con Valentina Carnelutti, Il film è stato presentato al Festival del cinema di Roma nel 2006 ed è poi uscito in sala nel 2008 grazie all'iniziativa congiunta della scuola di cinema Sentieri selvaggi e "Filmstudio 80".
Nel 2011 torna a lavorare da attore, nel film indipendente Cara, ti amo..., mentre l'anno successivo inizia le riprese del suo quarto film da regista, Rocco tiene tu nombre, prodotto dalla sua società di produzione Gris Medio e girato interamente a Barcellona.
Nel 2015 torna a firmare, dopo Sandrine nella pioggia del 2008, una sceneggiatura per il regista Tonino Zangardi, L'esigenza di unirmi ogni volta con te. Sempre nello stesso anno, firma come sceneggiatore anche il thriller Ballad in Blood per la regia di Ruggero Deodato.
Nel 2016 produce il documentario In Loco Parentis, una co-produzione tra Irlanda e Spagna che viene selezionato nella selezione EFA, European Film Awards, dei migliori documentari del 2017; sempre nel 2016, la sua prima co-produzione italo-spagnola, con il film di Claudio Sestieri, Seguimi. Alterna la sua attività di attore in Italia a quella di produttore in Spagna, producendo vari documentari, tra cui, Serás Hombre, di Isabel de Ocampo e Light Falls Vertical della filmmaker greca Efthymia Zymvragaki. Nel 2024 torna al cinema con un grazioso cameo nel film SottoCoperta.

## Filmografia parziale

### Regia

#### Lungometraggi
- L'anno prossimo vado a letto alle dieci (1995)
- Barbara (1998)
- Sfiorarsi (2006)
- Rocco tiene tu nombre (2015)

#### Cortometraggi
- Il giorno dopo (2008)
- Giro giro tondo  (2009)
- Centomila secondi (2012)

### Sceneggiatore
- L'anno prossimo vado a letto alle dieci, regia di Angelo Orlando (1995)
- Barbara, regia di Angelo Orlando (1998)
- L'ultimo mundial, regia di Antonella Ponziani e Tonino Zangardi (1999)
- Ormai è fatta!, regia di Enzo Monteleone (1999)
- Tobia al caffè, regia di Gianfranco Mingozzi (2000)
- Sfiorarsi, regia di Angelo Orlando (2006)
- Sandrine nella pioggia, regia di Tonino Zangardi (2008)
- Rocco tiene tu nombre, regia di Angelo Orlando (2015)
- L'esigenza di unirmi ogni volta con te, regia di Tonino Zangardi (2015)
- Ballad in Blood, regia di Ruggero Deodato (2016)

### Varietà televisivo
- Proffimamente non stop, varietà TV, regia di Enzo Trapani (1986)
- D.O.C. : Musica e altro a denominazione d'origine controllata, varietà TV, regia di Pino Leoni (1988)
- Cocco, varietà TV, regia di Pier Francesco Pingitore (1989)
- Maurizio Costanzo Show, varietà TV, regia di Paolo Pietrangeli (2003-2006)

### Attore
- L'ultima scena, regia di Nino Russo (1988)
- La voce della Luna, regia di Federico Fellini (1990)
- Ladri di futuro, regia di Enzo De Caro (1990)
- Les Secrets professionnels du Dr Apfelglück, registi vari (1991)
- Pensavo fosse amore... invece era un calesse, regia di Massimo Troisi (1991)
- Vietato ai minori, regia di Maurizio Ponzi (1992)
- America, regia di Fabrizio Ruggirello (1992)
- Pacco, doppio pacco e contropaccotto, regia di Nanni Loy (1993)
- Palla di neve, regia di Maurizio Nichetti (1995)
- Soldato ignoto, regia di Marcello Aliprandi (1995)
- Bidoni, regia di Felice Farina (1995)
- L'anno prossimo vado a letto alle dieci, regia di Angelo Orlando (1995)
- Non lasciamoci più - serie TV (1999)
- L'ultimo mundial, regia di Antonella Ponziani e Tonino Zangardi (1999)
- Panni sporchi, regia di Mario Monicelli (1999)
- Le Sciamane, regia di Anne Riitta Ciccone (2000)
- Tobia al caffè, regia di Gianfranco Mingozzi (2000)
- Non lasciamoci più 2 - serie TV (2001)
- Fate come noi, regia di Francesco Apolloni (2003)
- Il principiante, regia di Renato Chiocca (2004)
- Sfiorarsi, regia di Angelo Orlando (2006)
- Sweet Sweet Maria, regia di Angelo Frezza (2007)
- Cosmonauta, regia di Susanna Nicchiarelli (2009)
- Il profumo dei gerani (2010)
- La vita facile, regia di Lucio Pellegrini (2011)
- Sarò sempre tuo padre, regia di Lodovico Gasperini (2011)
- 5 (Cinque), regia di Francesco Dominedò (2011)
- Cara, ti amo..., regia di Gian Paolo Vallati (2011)
- Babbo Natale non viene da Nord, regia di Maurizio Casagrande (2015)
- Il viaggio, regia di Alfredo Arciero (2017)
- Umami - Il quinto sapore, regia di Angelo Frezza (2021)
- Ritorno al crimine, regia di Massimiliano Bruno (2021)
- Il mio amico Massimo - Docufilm su Massimo Troisi, regia Alessandro Bencivenga. Voce narrante Lello Arena (2022)
- Guarda chi si vede, regia di Riccardo Camilli (2022)
- La Venere di Milis, regia di Giorgia Puliga (2023)
- SottoCoperta, regia di Simona Cocozza (2024)

### Produttore
- Rocco tiene tu nombre (2015)
- Seguimi (2016)
- In loco parentis-School Life (2015)
- Serás Hombre (2018)
- Light Falls Vertical (2022)

## Riconoscimenti
- 1992 David di Donatello per il miglior attore non protagonista per Pensavo fosse amore... invece era un calesse
- 1992, Candidatura al Nastro d'argento al miglior attore non protagonista, per Pensavo fosse amore... invece era un calesse
- 1993, Candidatura al Nastro d'argento al migliore attore non protagonista per Ladri di futuro
- 2000, Candidatura al Globo d'oro per Ormai è fatta!, miglior sceneggiatura
- 2005, Premio Solinas per Casamatta Vendesi, miglior sceneggiatura di commedia.
- 2007,  Premio della Stampa per Sfiorarsi, miglior film al Foggia independent film festivall
- 2008, Vesuvio Award per Sfiorarsi, miglior film al Napoli Film Festival
- 2010, Finalista al Premio Solinas per Cinq, sei, sett, ott....
- 2016, Miglior Sceneggiatura al Prague Independent Film Festival per Rocco tiene tu nombre.